# 疑似環境
疑似環境（ぎじかんきょう）とは、社会学用語の一つ。これはウォルター・リップマンによって世論 (リップマン)で提唱された事柄である。現代社会においてのマスコミというのは民衆に真実を伝えているとは限らず、不確実な情報を伝えているということがたびたびある。そして民衆というのは、この不確実な情報を伝えるマスコミのみが情報源であるということから、民衆の暮らしている環境というのはマスコミによる不確実な情報を元として構築されていくということになる。このようにしてマスコミによって構築された環境のことを疑似環境というわけであり、現代社会においての民衆というのは、この疑似環境で暮らしているということに他ならないということである。
疑似環境というのはマスコミの情報の受け手によっても構築されているということであり、現代社会に住む民衆というのは、マスコミが伝達する膨大な情報を統合して理解するという能力が有されていない。このために情報を適当に取捨選択して、自らの生活にとって都合の良い像を自らの頭の中に作り出すといった行いをしており、このような行いからも疑似環境というのが作られていくということである。